# Jadwiga Wysoczanská-Štrosová

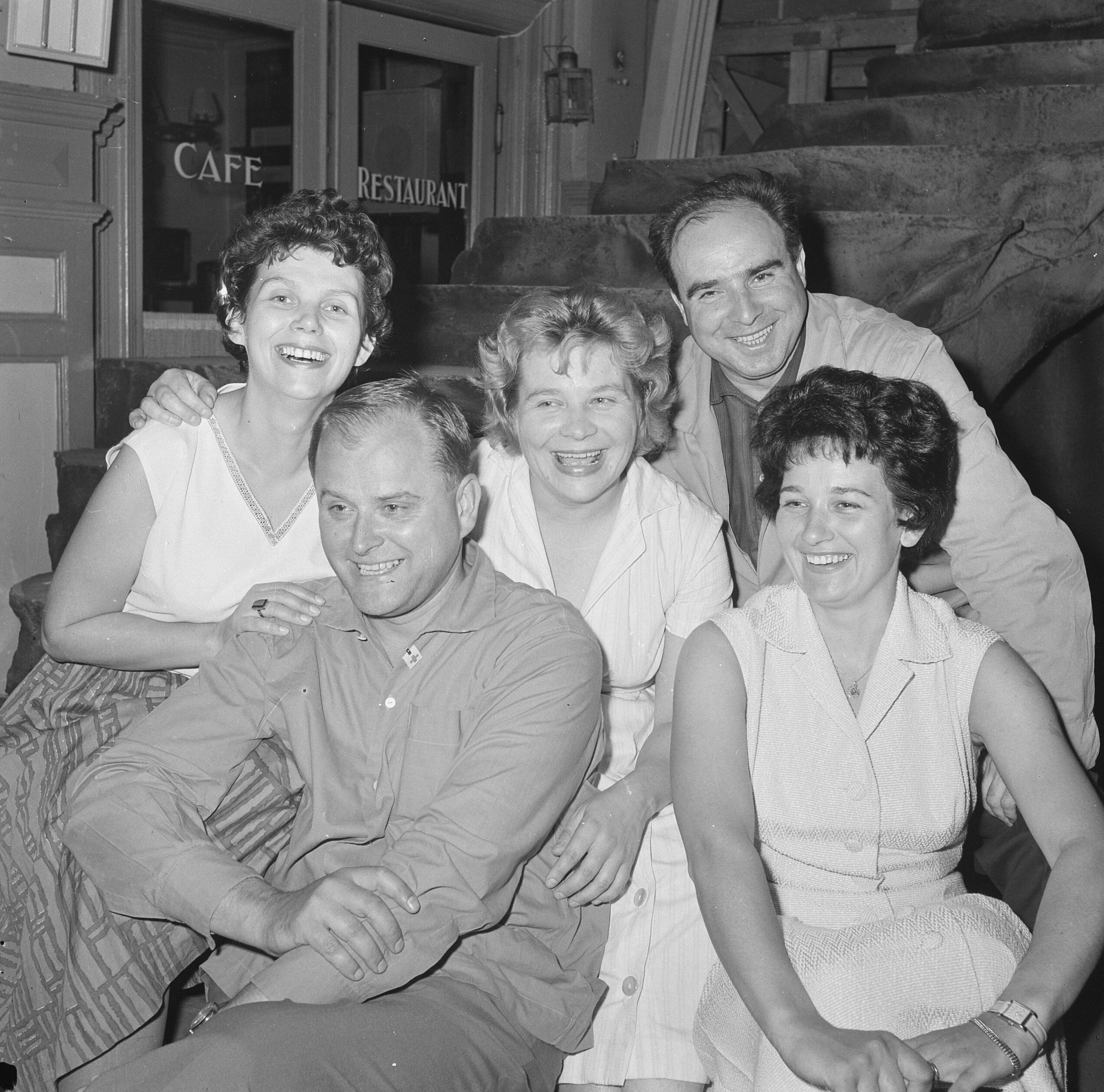
Letzte Reihe von links nach rechts: Jadwiga Wysoczanská-Štrosová, Annie Delorie, Václav Kašlík, erste Reihe: Ivo Žídek und (möglich) Ivana Mixová (1963).

Jadwiga Wysoczanská-Štrosová (* 24. Mai 1927 in Prag; † 31. März 2021 ebenda) war eine tschechoslowakische Opernsängerin (Sopran).

## Leben

### Ausbildung und Anfängerjahre
Jadwiga Wysoczanská-Štrosová wurde nach dem Besuch einer Wirtschaftsschule im Alter von sechzehn Jahren Schülerin des Prager Konservatoriums, wo sie bei dem Gesangspädagogen Vojtěch Bořivoj Aim (1896–1972) und bei der bekannten tschechischen Altistin Marta Krasová (1901–1970) studierte. Von 1945 bis 1957 studierte sie zusätzlich privat in Liberec bei der Gesangslehrerin J. Logačová-Klemensová.
1945 wurde sie Mitglied des Chores der Oper des neugegründeten Nationaltheaters Liberec. Nach einem Jahr wechselte sie ab 1946 an das Schlesische Theater in Opava (Slezské divadlo Opava), wo sie bereits mit einzelnen Soloaufgaben betraut wurde. 1947 debütierte sie am Prager Smetana-Theater als Marenka in Die verkaufte Braut. 1948 kehrte sie als Solistin an das Nationaltheater Liberec zurück und erarbeitete sich dort eine „unglaublich breite Palette“ von Rollen, von lyrischen über jugendlich-dramatische bis hin zu den hochdramatischen Rollen. Ihre Vielseitigkeit beruhte auf ihrer „hochwertigen Stimmtechnik, ihrer angeborenen Musikalität und ihrer äußerst ernsthaften musikalischen Herangehensweise“, die sie insbesondere zu Smetana- und Mozart-Rollen führte.
Im ersten kompletten Smetana-Zyklus nach dem Zweiten Weltkrieg, den der Dirigent Jaromír Žid (1898–1954) in Liberec im Jahre 1954 aufführte, wirkte sie in allen Produktionen mit Ausnahme von Die Brandenburger in Böhmen mit. Sie hatte großen Erfolg in den Rollen der Marenka, die sie 1954 auch in Liberec sang, und der Vendulka in Der Kuß, die später ein fester Bestandteil ihres Repertoires wurden. Am Nationaltheater Liberec sang sie 1954 auch die Blaženka in Das Geheimnis sowie die Smetana-Rollen Hedvika in Die Teufelswand, Anetka in Zwei Witwen und die Milada in Dalibor.
Im Alter von 22 Jahren wurde sie in der Titelrolle der Oper Libussa besetzt, die sie 1954 auch beim Smetana-Festival vortrug. Zu ihren weiteren Rollen in tschechischen Opern, die sie während ihres Engagements in Liberec sang, gehörten die Titelheldin in Rusalka, Julia in Der Jakobiner und die Lidunka in Vilém Blodeks Oper Im Brunnen.
Sie trat in Liberec außerdem in einer Reihe anspruchsvoller Rollen aus den unterschiedlichsten Bereichen des Opernrepertoires auf, u. a. als Musetta in Puccinis La Bohème, als Micaëla, in der Titelrolle der Oper Halka, als Tatjana, als Agathe in Der Freischütz und als Aida. 1954 übernahm sie in Liberec die Elisabeth in der ersten tschechischen Produktion des Tannhäuser nach dem Zweiten Weltkrieg.

### Engagements in Brünn und Prag
Mit Beginn der Spielzeit 1954/55 wurde Jadwiga Wysoczanská Solistin am Nationaltheater Brünn. Ihre erste einstudierte Premiere war die Janáček-Oper Die Ausflüge des Herrn Brouček, in der sie die Dreierrolle Malinka-Eterea-Kunka spielte, gefolgt von Marenka und Marfa in Die Zarenbraut. Darüber hinaus wurde sie in einer Reihe von Rollen im klassischen Repertoire besetzt, u. a. als Aida, Madame Butterfly und als Jenůfa.
In Brünn sang sie außerdem erfolgreich die Rusalka und die Donna Elvira in der Neuinszenierung von Don Giovanni, die 1956 anlässlich des 200. Geburtstags von Wolfgang Amadeus Mozart einstudiert wurde. Großen Beifall erhielt sie für ihre Sophie in einer Inszenierung von Strauss’ Der Rosenkavalier, die 1957 von dem Dirigenten František Jílek und dem deutschen Gastregisseur Carl Riha mit Soňa Červená in der Titelrolle aufgeführt wurde. Beim Janáček-Festival 1958 sang sie den Fuchs in Das schlaue Füchslein und gehörte als Kosinska zur Uraufführungsbesetzung der Janáček-Oper Osud. In Semjon Kotko spielte sie die Rolle der Sofia, in Josef Bohuslav Foersters Oper Jessika sang sie die Titelrolle. Sie übernahm außerdem die komische Rolle der Agatha in der tschechoslowakischen Erstaufführung von Bohuslav Martinůs Oper Die Heirat.
Nach einem erfolgreichen Gastspiel als Aida wurde Jadwiga Wysoczanska 1960 von dem Regisseur Jan Seidel (1908–1998) als Solistin an das Nationaltheater Prag engagiert, dem sie bis zu ihrer Pensionierung (1992) mehr als dreißig Jahre angehörte. Sie sang dort wieder häufig in Smetana-Rollen, aber auch Aida, Tatjana, Donna Anna und Pamina. 1963 gastierte sie mit dem Ensemble des Nationaltheaters Prag beim Holland-Festival als Rusalka, unter Jaroslav Krombholc mit Ivo Žídek und Eduard Haken als Partnern.

### Konzerte und Tondokumente
Sie trat auch als Konzertsängerin auf. 1967 sang sie beim Festival „Prager Frühling“ das Sopran-Solo in Beethovens 9. Symphonie unter Václav Neumann. 1970 trat sie als Solistin in der 9. Sinfonie mit dem Tschechoslowakischen Radio-Symphonieorchester unter der Leitung von Alois Kléma bei einer Italien-Tournee auf.
1975/76 verkörperte sie in einer TV-Produktion des Tschechischen Fernsehens die Freischütz-Agathe. In einer bei dem tschechischen Label Supraphon veröffentlichten Gesamtaufnahme der Oper Rusalka mit Milada Šubrtová in der Titelrolle ist sie als „Erste Elfe“ zu hören. Außerdem nahm sie Geistliche Musik und tschechische Volkslieder auf.

### Tod
Jadwiga Wysoczanská-Štrosová starb Ende März 2021 im Alter von 93 Jahren nach langer Krankheit in Prag.